# Mercedes-Benz W02
La sigla W02 identifica una piccola famiglia di autovetture di fascia alta prodotte dal 1926 al 1933 dalla Casa tedesca Mercedes-Benz.

## Profilo e caratteristiche
Si tratta di una piccola famiglia composta principalmente da due modelli, commercializzati non in contemporanea, ma l'uno di seguito all'altro. Questi due modelli sono stati i primi ad esordire direttamente con il marchio Mercedes-Benz, senza provenire dalle passate produzioni dei due marchi costituenti. Il primo di questi due modelli fu denominato 8/38 PS, mentre il secondo, che avrebbe sostituito il primo, avrebbe preso il nome di Typ 200 Stuttgart.

### Mercedes-Benz 8/38 PS
Compito della 8/38 PS fu quello di mettere ordine, per così dire, alla base della gamma Mercedes-Benz. Tale esigenza nasceva dal fatto che, dopo l'unione tra la Daimler Motoren Gesellschaft e la Benz, ci si trovò con ben più di un modello ad occupare la fascia di mercato intorno ai due litri ed intorno ai 40 CV di potenza. Con il marchio Mercedes vi era un modello in listino, al momento della fusione, in grado di ricoprire tale fascia. Questo modello era la 6/25/40 PS, con motore da 1.6 litri sovralimentato. Inoltre vi erano altri due modelli non più in listino da alcuni anni e che necessitavano di un rimpiazzo. Questi due modelli erano la Benz 8/20 PS 2.1 e la Mercedes 8/22 PS. Essi, in realtà, avrebbero trovato un erede più diretta nella Mercedes-Benz W01, rimasta però allo stadio di prototipo, per cui la 8/38 PS si rivelò essere il modello più adatto a raccogliere l'eredità anche di questi due modelli.
Come se ciò non fosse già abbastanza complicato, nel 1926, al momento dell'introduzione della 8/38 PS, in listino vi era già un modello Mercedes-Benz, vale a dire la Mercedes-Benz 10/35 PS Typ 260, che però derivava direttamente dalla precedente produzione con il solo marchio Mercedes, e che era prossima al pensionamento.
La 8/38 PS dovette quindi creare ordine alla base della gamma Mercedes-Benz: al suo esordio si propose come erede dei primi tre modelli citati, ed a partire dal 1927 andò a sostituire anche la Typ 260.
La 8/38 PS fu proposta in una ampia varietà di carrozzerie: si partiva dalla classica torpedo per arrivare alle eleganti landaulet, passando anche per le sportiveggianti spider a due posti.
La 8/38 PS era equipaggiata dal 2 litri M02, un 6 cilindri in linea in grado di erogare 38 CV di potenza massima.
Dal punto di vista telaistico, il modello proponeva una classica struttura in lamiera d'acciaio stampata con sezione ad U, dove trovavano posto le sospensioni ad assale rigido con molle a balestra. L'impianto frenante di tipo meccanico agiva sulle quattro ruote.
Equipaggiata con un cambio a 3 marce, la 8/38 PS proponeva una frizione non più a cono, ma del tipo monodisco a secco. La vettura raggiungeva una velocità massima di 75 km/h e venne prodotta fino al 1928.

### Mercedes-Benz Typ 200 Stuttgart
Il modello 8/38 PS venne sostituito nel 1928 dalla Typ 200 Stuttgart: in quell'anno Ferdinand Porsche rassegnò le dimissioni dalla Daimler-Benz, per lasciarla definitivamente all'inizio dell'anno seguente ed unirsi alla Steyr-Werke. Al suo posto subentrò già con largo anticipo Hans Nibel, l'artefice del nuovo modello. In realtà, la Typ 200 Stuttgart non era che una rivisitazione della 8/38 PS, migliorata così in alcuni dettagli, senza stravolgere il modello di origine.
Per esempio, fu montato un nuovo cambio a 4 marce, mentre il motore venne proposto in due versioni che erano quasi identiche al motore d'origine, eccezion fatta per il rapporto di compressione, inizialmente pari a 5.6:1 ed in seguito portato a 6.2:1 per una variante ed a 5:1 per l'altra. Le prestazioni di questo motore rimasero invariate, ma alla fine, grazie anche al nuovo cambio, la velocità massima della Typ 200 Stuttgart salì ad 80 km/h.
La Typ 200 Stuttgart venne prodotta fino al 1933.

### L 3/4 Lieferwagen
Alla sigla di progetto apparteneva anche un altro modello, più particolare. Esso era il furgone derivato dalla 8/38 PS, denominato L 3/4 Lieferwagen, e proposto sia come vero e proprio furgone per il trasporto merci, sia come autobus. Tale veicolo montava lo stesso motore M02 da 2 litri in grado di erogare 38 CV, ma non superava i 60 km/h di velocità massima. Fu prodotto tra il 1927 ed il 1928.